# Himalájai földirigó
A himalájai földirigó (Zoothera dauma) a madarak osztályának verébalakúak (Passeriformes) rendjébe és a rigófélék (Turdidae) családjába tartozó faj.

## Rendszerezése
A fajt John Latham angol ornitológus írta le 1790-ben, a Turdus nembe Turdus Dauma néven.

## Alfajai
- Zoothera dauma dauma (Latham, 1790) - a Himalája keleti részétől keletre Közép-Kínáig, valamint Thaiföld, Laosz és Vietnám északi részéig.
- Zoothera dauma horsfieldi (Bonaparte, 1857) - Szumátra, Jáva, Bali, Lombok és Sumbawa - egyes rendszerekben Horsfield-földirigó (Zoothera horsfieldi) néven különálló fajként kezelik.
- Zoothera dauma iriomotensis (Nishiumi & Morioka, 2009) - Iriomote szigete a Rjúkjú-szigetek közül [2]

## Előfordulása
Banglades, Bhután, a Fülöp-szigetek, India, Kambodzsa, Kína, Laosz, Malajzia, Mianmar, Pakisztán, Tajvan, Thaiföld és Vietnám területén honos.
Természetes élőhelyei a szubtrópusi vagy trópusi síkvidéki és hegyi esőerdők, északi erdők, mérsékelt övi erdők és cserjések valamint ültetvények és vidéki kertek. Vonuló faj.

## Megjelenése
Testhossza 28–30 centiméter, testtömege 88–130 gramm.
|  |

## Életmódja
Gerinctelenekkel, többek közt férgekkel, rovarokkal és lárváikkal, csigákkal és bogyókkal táplálkozik. Élelmét a földön vagy az alacsony növényzetben keresgéli.

## Természetvédelmi helyzete
Az elterjedési területe rendkívül nagy, egyedszáma viszont csökken, de még nem éri el a kritikus szintet. A Természetvédelmi Világszövetség Vörös listáján nem fenyegetett fajként szerepel.